# Halieutopsis galatea
Halieutopsis galatea är en fiskart som beskrevs av Bradbury, 1988. Halieutopsis galatea ingår i släktet Halieutopsis och familjen Ogcocephalidae. Inga underarter finns listade i Catalogue of Life.